# Andorra i olympiska sommarspelen 1988
Andorra deltog i de olympiska sommarspelen 1988 med en trupp bestående av tre deltagare, men ingen av landets deltagare erövrade någon medalj.